# Moskalivka, Lanivți
Moskalivka (în ucraineană Москалівка) este localitatea de reședință a comunei Moskalivka din raionul Lanivți, regiunea Ternopil, Ucraina.

## Demografie
Componența lingvistică a localității Moskalivka
     Ucraineană (99,48%)
     Alte limbi (0,51%)
Conform recensământului din 2001, majoritatea populației localității Moskalivka era vorbitoare de ucraineană (99,48%), existând în minoritate și vorbitori de alte limbi.